# Walchum
Walchum est une commune allemande de l'arrondissement du Pays de l'Ems, Land de Basse-Saxe.

## Géographie
La commune se situe entre la rive ouest de l'Ems et la frontière avec les Pays-Bas.
| Jipsinghuizen | Dersum  | Dörpen     |
| Sellingen     | Walchum | Kluse      |
| Agodorp       | Sustrum | Fresenburg |

Walchum est sur la Bundesstraße 70, la BAB 31 traverse son territoire, à proximité de la commune.

## Histoire
L'origine du nom de Walchum (anciennement Walkium, Walkiun, plus tard Walinoon, Waleihem, Walchem, Walchum) est inconnue. Il semble venir des Chauques ou du frison. Le suffixe "-um" désigne souvent des propriétés en frison.
Entre 1933 et 1944, un camp de concentration reçoit un millier de prisonniers.

## Source, notes et références
- (de) Cet article est partiellement ou en totalité issu de l’article de Wikipédia en allemand intitulé « Walchum » (voir la liste des auteurs).